# Persone di nome Kamil
| Questa pagina contiene informazioni ricavate automaticamente dalle voci biografiche con l'ausilio del template Bio e di un bot. L'aggiornamento è periodico e automatico e ricostruisce completamente la pagina. Se manca una persona in questa lista, sei pregato di non aggiungerla, ma accertati piuttosto che la sua voce biografica contenga il template Bio e che i dati anagrafici siano correttamente compilati. Se il template Bio manca, inseriscilo tu stesso o, in alternativa, metti l'avviso {{tmp\|Bio}} che ne segnala la mancanza. Se i dati riportati sono sbagliati, correggi direttamente la voce biografica; le modifiche saranno visibili in questa lista entro pochi giorni. Per chiarimenti vedi il progetto antroponimi. La lista contiene solo le 54 persone che sono citate nell'enciclopedia e per le quali è stato implementato correttamente il template Bio. Pagina aggiornata al 23 mag 2025. |

Questa è una lista di persone presenti nell'enciclopedia che hanno il nome Kamil, suddivise per attività principale.

## Allenatori di calcio(2)
- Kamil Čontofalský, allenatore di calcio e ex calciatore slovacco (Košice, n. 1978)
- Kamil Kiereś, allenatore di calcio e dirigente sportivo polacco (Piotrków Trybunalski, n. 1974)

## Allenatori di hockey su ghiaccio(1)
- Kamil Brabenec, allenatore di hockey su ghiaccio e ex hockeista su ghiaccio ceco (Brno, n. 1976)

## Astronomi(1)
- Kamil Hornoch, astronomo ceco (Lelekovice, n. 1972)

## Attori(1)
- Kamil al-Basha, attore palestinese (Gerusalemme, n. 1962)

## Calciatori(26)
- Kamil Al Aswad, calciatore bahreinita (Manama, n. 1994)
- Kamil Bayramov, ex calciatore azero (n. 1972)
- Kamil Biliński, calciatore polacco (Breslavia, n. 1988)
- Kamil Conteh, calciatore inglese (Londra, n. 2002)
- Kamil Cybulski, calciatore polacco (Poznań, n. 2005)
- Kamil Dankowski, calciatore polacco (Duszniki-Zdrój, n. 1996)
- Kamil Drygas, calciatore polacco (Kępno, n. 1991)
- Kamil Glik, calciatore polacco (Jastrzębie-Zdrój, n. 1988)
- Kamil Grabara, calciatore polacco (Ruda Śląska, n. 1999)
- Kamil Grosicki, calciatore polacco (Stettino, n. 1988)
- Kamil Jóźwiak, calciatore polacco (Międzyrzecz, n. 1998)
- Kamil Kopúnek, ex calciatore slovacco (Trnava, n. 1984)
- Kamil Kosowski, ex calciatore polacco (Ostrowiec Świętokrzyski, n. 1977)
- Kamil Król, calciatore polacco (Janów Lubelski, n. 1987)
- Kamil Kruk, calciatore polacco (Drezdenko, n. 2000)
- Kamil Kuzera, ex calciatore polacco (Kielce, n. 1983)
- Kamil Mingazow, ex calciatore turkmeno (n. 1968)
- Kamil Pestka, calciatore polacco (Cracovia, n. 1998)
- Kamil Piątkowski, calciatore polacco (Jasło, n. 2000)
- Kamil Poźniak, calciatore polacco (Krasnystaw, n. 1989)
- Kamil Susko, ex calciatore slovacco (Trenčín, n. 1974)
- Kamil Vacek, calciatore ceco (Ústí nad Orlicí, n. 1987)
- Kamil Wilczek, ex calciatore polacco (Wodzisław Śląski, n. 1988)
- Kamil Wojtkowski, calciatore polacco (Sokołów Podlaski, n. 1998)
- Kamil Zapolnik, calciatore polacco (Białystok, n. 1992)
- Kamil Zayatte, ex calciatore guineano (Conakry, n. 1985)

## Cantanti(1)
- Kamil Mikulčík, cantante slovacco (Trnava, n. 1977)

## Cestisti(7)
- Kamil Brabenec, ex cestista e allenatore di pallacanestro cecoslovacco (Znojmo, n. 1951)
- Kamil Chanas, cestista polacco (Breslavia, n. 1985)
- Murat Didin, ex cestista e allenatore di pallacanestro turco (Istanbul, n. 1955)
- Kamil Novák, ex cestista ceco (Ostrava, n. 1967)
- Kamil Pietras, ex cestista polacco (Chorzów, n. 1988)
- Kamil Švrdlík, cestista ceco (Přerov, n. 1986)
- Kamil Łączyński, cestista polacco (Varsavia, n. 1989)

## Ciclisti su strada(2)
- Kamil Gradek, ciclista su strada polacco (Koziegłowy, n. 1990)
- Kamil Małecki, ciclista su strada polacco (Bytów, n. 1996)

## Giocatori di football americano(1)
- Kamil Roba, giocatore di football americano ceco (n. 1994)

## Hockeisti su ghiaccio(1)
- Kamil Kašťák, ex hockeista su ghiaccio ceco (Most, n. 1966)

## Imprenditori(1)
- Kamil Tolon, imprenditore turco (Istanbul, n. 1912 - † 1978)

## Pallamanisti(1)
- Kamil Syprzak, pallamanista polacco (Płock, n. 1991)

## Pallavolisti(3)
- Kamil Baránek, pallavolista ceco (Valtice, n. 1983)
- Kamil Rychlicki, pallavolista lussemburghese (Ettelbruck, n. 1996)
- Kamil Semeniuk, pallavolista polacco (Kędzierzyn-Koźle, n. 1996)

## Pentatleti(1)
- Kamil Kasperczak, pentatleta polacco (n. 2000)

## Saltatori con gli sci(1)
- Kamil Stoch, saltatore con gli sci polacco (Zakopane, n. 1987)

## Scacchisti(1)
- Kamil Dragun, scacchista polacco (Gorzów Wielkopolski, n. 1995)

## Storici(1)
- Kamil Krofta, storico, politico e diplomatico cecoslovacco (Plzeň, n. 1876 - Vráž, † 1945)

## Tennisti(1)
- Kamil Majchrzak, tennista polacco (Piotrków Trybunalski, n. 1996)

## Velocisti(1)
- Kamil Kryński, ex velocista polacco (Białystok, n. 1987)